# ラ・ソニエール
ラ・ソニエール （La Saunière、オック語:La Saunièra）は、フランス、ヌーヴェル＝アキテーヌ地域圏、クルーズ県のコミューン。

## 人口統計
| 1962年 | 1968年 | 1975年 | 1982年 | 1990年 | 1999年 | 2005年 | 2015年 |
| ------ | ------ | ------ | ------ | ------ | ------ | ------ | ------ |
| 345    | 374    | 332    | 426    | 532    | 543    | 596    | 616    |

参照元:1962年から1999年までは複数コミューンに住所登録をする者の重複分を除いたもの。それ以降は当該コミューンの人口統計によるもの。1999年までEHESS/Cassini、2006年以降INSEE。

## 史跡
- テレのシャトー - 1380年建設、1645年改修。歴史的記念物[4]